# Araux
Araux település Franciaországban, Pyrénées-Atlantiques megyében. Lakosainak száma 134 fő (2022. január 1.). Araux Araujuzon, Audaux, Charre és Viellenave-de-Navarrenx községekkel határos.

## Népesség
A település népességének változása:
| Lakosok száma | 137  | 142  | 150  | 142  | 138  | 134  | 133  | 131  | 134  |
|               | 2013 | 2015 | 2016 | 2017 | 2018 | 2019 | 2020 | 2021 | 2022 |